# Dalveen Pass
Dalveen Pass är ett bergspass i Storbritannien.   Det ligger i kommunen Dumfries and Galloway och riksdelen Skottland, i den centrala delen av landet, 500 km nordväst om huvudstaden London. Dalveen Pass ligger 248 meter över havet.
Terrängen runt Dalveen Pass är lite kuperad.Runt Dalveen Pass är det mycket glesbefolkat, med 6 invånare per kvadratkilometer. Närmaste större samhälle är Moffat, 18,5 km öster om Dalveen Pass. Trakten runt Dalveen Pass består i huvudsak av gräsmarker.